# System wynagradzania
System wynagradzania – przyjęty system zapłaty za pracę podporządkowaną, świadczoną na rzecz pracodawcy. Wynagrodzenie może być płatne z dołu i stanowić zapłatę za pracę już wykonaną lub płatne z góry za pracę, którą pracownik dopiero wykona zgodnie z ustalonymi wcześniej warunkami.
System wynagradzania może przyjąć dwojaki charakter: wynagrodzenia stałego lub wynagrodzenia zmiennego. Stały poziom wynagradzania wynika bezpośrednio z efektów pracy pracownika, grupy lub organizacji. Wielkość wynagrodzeń zmiennych jest uzależniona od kierunku zmian podstawy ich kształtowania. Czynnikami wpływającymi na tę wielkość są: indywidualne lub grupowe efekty pracy, efekty finansowe organizacji lub wewnętrznej jednostki organizacyjnej.

## Definicje
Zgodnie z definicją prawną przez system wynagradzania należy rozumieć wszystkie powiązane ze sobą elementy decydujące o wynagrodzeniu pracownika. Jest to sposób, który określa ilość i jakość pracy wykonanej przez pracownika oraz wielkość wynagrodzenia odpowiadającemu tej pracy. W naukach ekonomicznych system wynagradzania jest definiowany w ujęciu węższym oraz szerszym. Zgodnie z węższym ujęciem obejmuje stosowane w danym zakładzie pracy składniki wynagrodzenia, określenie miejsca i warunków ich przyznawania oraz zasady ustalania i aktualizacji ich wysokości. Zgodnie z szerszym ujęciem system wynagradzania obejmuje dodatkowo warunki i kryteria ocen, awansów i degradacji pracowników, zasady uzależniania wysokości funduszu płac poszczególnych jednostek organizacyjnych od wyników gospodarczych tych jednostek, podział kompetencji, zadań i odpowiedzialności w sferze wynagradzania oraz techniki i procedury związane z obsługą tego systemu.

## Funkcje wynagrodzeń
Głównymi funkcjami wynagrodzeń są:
- funkcja społeczna – polega na kształtowaniu dobrego klimatu pracy i zapobieganiu konfliktom. Realizując tę funkcję organizacja zapewnia wypłacanie wynagrodzenia każdemu pracownikowi zatrudnionemu w pełnym wymiarze czasu pracy, wynagrodzenia nie niższego niż wynagrodzenie minimalne określone prawem. Płace pracowników powinny też unikać spadku realnej ich wartości, co może budzić niezadowolenie i osłabienie ich motywacji do pracy, poprzez pogarszanie sytuacji materialnej samych pracowników oraz ich rodzin. Społeczny wymiar wynagrodzenia przedstawia się w dążeniu do zapobiegania głębokim nierównościom dochodowym, co mogłoby powodować poszerzanie i pogłębianie sfery ubóstwa i marginalizacji społecznej.
- funkcja kosztowa – prowadząc zarządzanie płacami realizuje się funkcję kosztową, gdyż wynagrodzenie dla pracodawcy stanowi koszt. Redukcja kosztów w poszczególnych przedsiębiorstwach decyduje o konkurencyjności gospodarki.
- funkcja dochodowa – w odniesieniu do pracownika wynagrodzenie spełnia funkcję dochodową, płace dla osób zatrudnionych stanowią dochód, środek na rzecz utrzymania pracownika i jego bliskich. Pracownik jest więc zainteresowany maksymalizacją wielkości wynagrodzenia.
- funkcja motywacyjna – dokonywana za pomocą czterech przesłanek: wynagrodzenie skłania ludzi do podjęcia pracy, do trwania przy niej (zapewnienia stabilność w organizacji), przyczynia się do osiągania wysokich efektów pracy oraz pobudza pracowników do rozwoju swoich kompetencji, co skutkuje rozwojem firmy i osiąganiem lepszych efektów[2].

## Rodzaje systemów wynagradzania
W zależności od rodzaju kategorii wynagrodzeń wyróżnia się:
- system czasowy – pracownik otrzymuje wynagrodzenie według stałych stawek wynagradzania ustalonych dla określonego czasu pracy, niezależnie od wydajności pracy danego pracownika. Najbardziej popularną formą jest ustalenie stałej stawki wynagrodzenia za przepracowany miesiąc. W tym systemie wynagrodzenie wykazuje największą stabilność. Duży wpływ na wysokość stawki wynagrodzenia mają kwalifikacje pracownika oraz pełnione przez niego funkcje. W tym systemie pracownik powinien wykazywać się większą starannością w działaniu. Czynnikiem motywującym pracownika do większej wydajności są uzupełniające części wynagrodzenia w postaci dodatków oraz premii.
- system akordowy – wynagrodzenie zależy od ilości jednostek produktu (sztuk produktu), które pracownik wykonał w określonej jednostce czasu, tym samym zależy ono od wydajności pracy pracownika. System ten wyróżnia cztery rodzaje podsystemów:
  - akord czysty – płaca za jednostkę produktu wytworzonego przez pracownika jest zawsze taka sama, niezależna od ilości wytworzonego produktu
  - akord progresywny – wynagrodzenie za jednostkę produktu wzrasta wraz z przekroczeniem normy (im więcej sztuk produktu zostanie wytworzonych przez pracownika, tym otrzyma większą płacę jednostkową)
  - akord zespołowy – powyżej opisane przypadki są odzwierciedleniem akordu indywidualnego, przypisanego do jednego pracownika. Natomiast w warunkach, gdy nie jest to możliwe, zastosowanie znajduje akord zespołowy. W tym przypadku ryzyko ponoszenia skutków obniżenia wydajności pracy, kształtującego wysokość wynagrodzenia jest przenoszone na wyniki pracy całego zespołu.
  - akord zryczałtowany – oznacza wypłatę wynagrodzenia z góry za wykonanie całości prac związanych z danym zadaniem.
- system prowizyjny – ten system może występować samodzielnie w niektórych rodzajach prac lub może być połączony z systemem czasowym. W formie podstawowej jest zbliżony do systemu akordowego, gdyż uzależnia wynagrodzenie pracownika od wyników jego pracy. Pracownik otrzymuje określony procent wartości dokonywanych przez niego transakcji, usług lub uzyskanego dochodu. Tę formę wynagradzania częstokroć spotyka się w handlu, gdzie wysokość prowizji pracownika zależy od wielkości jego sprzedaży. Stawka prowizyjna może być ustalana indywidualnie dla pracowników, bądź też dla całego zespołu[3].

W praktyce częstokroć występują mieszane elementy tych trzech systemów. Niezależnie od stosowanego podstawowego systemu płac możliwe jest jego łączenie z premiowaniem. Zasady premiowania powinien określać regulamin, na mocy którego pracownik przykładowo może być dodatkowo wynagradzany za osiągnięcie pewnych wskaźników ilościowych.